# Sparapet
Sparapet (staroarmensko սպարապետ, latinizirano: sparapet, dob. 'poveljnik') je bil vojaški naziv in funkcija v staroveški in srednjeveški Armeniji. Med vladavino Arsakidske dinastije v Armeniji je bil sparapet vrhovni poveljnik oboroženih sil kraljestva. V obdobju Arsakidov in nekaj časa po njem je funkcijo dedoval najstarejši član hiše Mamikonjan. Kasneje v zgodovini so naziv nosili tudi člani drugih plemiških hiš, kot sta dinastiji Bagratuni in Pahlavuni. Naziv je bil v rabi tudi v srednjeveškem Armenskem kraljestvu Kilikija, kjer se je nosilec naziva imenoval tudi gundstabl (armensko գունդստաբլ, gundstabl,  slovensko stražar). 

## Etimologija
Beseda sparapet je iranskega izvora in izhaja iz protoiranske besede *spādapati - poveljnik vojske. Beseda je sestavljena iz *cwáHdaH (vojska) in *pati- (gospodar). Beseda je bila v armenščino večkrat izposojena iz različnih iranskih jezikov, kar je dalo alternativne oblike asparapet, aspajapet in spajapet. Najpogostejša oblika, sparapet, je bila izposojena iz partščine in je sorodna srednjeperzijski besedi spahbed in gruzijski besedi spaspet.
Beseda sparapet se v nekatere evropske jezike prevaja kot "veliki maršal", "vrhovni poveljnik" in "visoki policaj".

## Zgodovina
Natančno kdaj se je v Armeniji pojavila funkcija sparapeta, ni zanesljivo znano. Zgodovinar Suren Jeremian meni, da se je to zgodilo v  2. stoletju pr. n. št. med vladavino Artaksija I. Drugi zgodovinarji menijo, da je bila funkcija sparapeta ustanovljena pod Arsakidi, skupaj z drugimi večjimi dednimi državnimi funkcijami.
V arsakidski Armeniji je sparapet ves čas poveljeval kraljevim konjeniškim enotam, imenovanih ajrudzi, in je bil v času vojne vrhovni poveljnik vseh vojaških enot Armenskega kraljestva. V kolikšni meri so se funkcije armenskega sparapeta  ujemale s funkcijami sasanidskega spahbeda, ni jasno. Naziv sparapet je bil povezan s precejšnjim ugledom in močjo, kar je njegovim dednim imetnikom, Mamikonjanom, dalo stopnjo vpliva, ki se je kosala z vplivom vladajočih Arsakidov.  Zgodovinar Nicholas Adontz o tem piše: 
Mamikonjani so kot sparapeti veljali za nadrejene vsem zoravarkom ali vojaškim poveljnikom. Armensko vojsko je sestavljalo veliko kontingentov, ki so jih prispevale knežje hiše. Vsakemu od teh odredov je poveljeval njihov knez, vrhovno poveljstvo pa je pripadalo dednim sparapetom, Mamikonjanom, ki so v tem smislu stali "nad vsemi knezi in njihovimi vojskami".
Konec 4. stoletja je arsakidski kralj Varazdat ukazal umoriti sparapeta Mušega Mamikonjana in na to mesto imenoval Bata Saharunija, ki ni bil Mamikonjan. Njegovo imenovanje je bilo kratkotrajno, saj se je Mušegov sorodnik Manuel Mamikonjan kmalu vrnil v Armenijo in pregnal Varazdata iz države. Po detronizaciji zadnjega arsakidskega kralja Armenije leta 428 so Mamikonjani tudi pod sasanidsko oblastjo obdržali položaj sparapeta. V prvi polovici 8. stoletja, v obdobju arabske oblasti v Armeniji, so naziv sparapeta prevzeli Bagratuni, tradicionalni tekmeci Mamikonjanov. Kasneje so naziv prevzeli člani družine Pahlavuni.
V srednjeveškem Armenskem kraljestvu Kilikija naziv sparapeta ali gundstabla ni bil več dedni privilegij ene hiše. Nosili so ga člani rodbin Rubenidov in Hethumidov, pa tudi predstavniki drugih plemiških hiš.

## Sodobna raba
Knez Mhitar Sparapet je v 18. stoletju vodil armenska prizadevanja za neodvisnost v armenski provinci Sjunik. 
Naziv "sparapet Sjunika" je nosil Garegin Nždeh kot vrhovni poveljnik vojske Republike Gorske Armenije v letih 1920–1921.
Naziv se še vedno uporablja za velikega poveljnika armensko-ameriške bratovščine Vitezov Vartana. Naziv je nosil Alex Manoogian med svojim vodenjem te organizacije.
Vazgen Sargsjan, armenski obrambni minister v letih 1991–1992 in 1995–1999, se je pogosto neformalno imenoval sparapet kot priznanje njegovemu poveljevanju med prvo vojno za Gorski Karabah.